# Colorado (Río Grande del Sur)
Colorado es un municipio brasileño situado en el estado de Rio Grande do Sul. Según el censo de 2022, tiene una población de 3258 habitantes.
Está ubicado en las coordenadas 28°31′26″S 52°59′39″O / -28.52389, -52.99417, a una altitud de 428 metros sobre el nivel del mar.
Ocupa una superficie de 286.30 km².